# Amar Singh Billing
Amar Singh Billing (nascido em 10 de janeiro de 1944) é um ex-ciclista olímpico indiano. Amar representou sua nação nos Jogos Olímpicos de Verão de 1964, em Tóquio.